# Memphis xenocles
Espèce
Synonymes
- Anaea xenocles Godman & Salvin, 1884[1]
- Paphia xenocles Westwood, 1850[1]

Memphis xenocles est une espèce d'insectes lépidoptères (papillons) de la famille des Nymphalidae, de la sous-famille des Charaxinae et du genre Memphis.

## Dénomination
Memphis xenocles a été décrit par John Obadiah Westwood en 1850 sous le protonyme de Paphia xenocles.

## Liste des sous-espèces
Selon BioLib (9 janvier 2021) :
- Memphis xenocles xenocles (Salvin, 1869) ; présent en Colombie, en Bolivie et en Guyane[2]
- Memphis xenocles carolina (Comstock, 1961) ; présent au Mexique
- Memphis xenocles fisilis (Hall, 1935) ; présent en Colombie
- Memphis xenocles marginalis (Hall, 1935) ; présent au Brésil[3]

## Noms vernaculaires
Les noms vernaculaires anglais sont, :
- Westwood's Leafwing, pour l'espèce Memphis xenocles ;
- Carolina Leafwing, pour la sous-espèce Memphis xenocles carolina.

## Description
Memphis  xenocles est un papillon d'une envergure d'environ 52 mm à 60 mm, aux ailes antérieures à bord costal bossu, apex angulaire, bord externe presque droit et bord interne légèrement concave. Chaque aile postérieure porte une queue.
Le dessus est bleu marine ou marron avec une partie basale bleu métallisé et quelques taches bleues aux ailes antérieures près de l'apex.
Le revers est marron recouvert de blanc nacré et simule une feuille morte.

## Biologie

### Plantes hôtes
Les plantes hôtes de sa chenille sont des Croton.

## Écologie et distribution
Memphis  xenocles est présent au Mexique, au Costa Rica, en Colombie, en Bolivie, en Équateur, au Pérou, au Brésil et en Guyane,,,.

### Biotope
Memphis  xenocles réside dans tous types de forêts en dessous de 1 000 m.

### Protection
Pas de statut de protection particulier.